# Gurban Gurbanov
Gurban Osman Gurbanov (em azeri: Qurban Osman oğlu Qurbanov; Zaqatala, 13 de abril de 1972) é um ex-futebolista e treinador de futebol azeri. Atualmente comanda o Qarabağ. 

## Carreira
Jogou em vários times de pequena expressão na Rússia (Dínamo Stavropol, Fakel Voronezh, Baltika Kaliningrado e Volgar-Gazprom) e pelos principais times do futebol do Azerbaijão, principalmente no Neftchi Baku, onde teve 3 passagens. Aposentou-se em 2006.

## Internacional
Ele é o jogador que mais gols marcou pela Seleção Azeri de Futebol, com 14 gols em 67 jogos. É o atual treinador da equipe, exercendo o cargo em paralelo com o Qarabağ, clube que comanda desde 2008.